# Philippe Paul de Ségur
Philippe Paul de Ségur (ur. 4 listopada 1780 w Paryżu, zm. 25 lutego 1873 tamże) – hrabia, historyk i generał francuski, uczestnik szarży pod Somosierrą, Komandor Legii Honorowej.
Pochodził z rodziny o tradycjach wojskowych i patriotycznych. Ojciec Louis Philippe de Ségur, był francuskim historykiem i dyplomatą. Dziadek Philippe-Henri de Ségur był marszałkiem Francji i ministrem do spraw wojny. Pradziadek François Henri de Ségur był porucznikiem i generalnym inspektorem kawalerii i dragonów francuskich.
25 września 1806 ożenił się z Antoinette Charlotte le Gendre de Luçay (ur. 1787, zm. 1813) i doczekał się z nią trojga dzieci:
- Paula Charlesa Louisa, hrabiego Ségur (ur. 1809, zm. 1886), męża Jeanne Josephine Amélie Greffulhe (córki jego macochy z jej pierwszego małżeństwa), ojca:
  - Juliette de Ségur (ur. 1835, zm. 1905), żony Rogera de La Rochefoucauld, księcia Estissac
  - Louisa Philippe'a de Ségur (ur. 1838, zm. 1924), męża Marie-Thérèse Périer
- Marie Charlotte Antoinette de Ségur (ur. 1810, zm. 1883), żony Guya Charlesa Oscara du Val, markiza Bonneval
- Napoléona Louisa Octave'a de Ségur (ur. 1811, zm. 1832)

Po raz drugi ożenił się w 1826 w Paryżu. Jego drugą żoną została Marie Françoise Louise Célestine de Vintimille de Luc (ur. 1787, zm. 1862), poprzednio żona Jeana, hrabiego Greffulhe. Doczekał się z nią dwóch córek:
- Célestine de Ségur (ur. 1830, zm. 1918), żony Louisa de La Forest d' Armaillé
- Marie-Louise de Ségur (ur. 1832, zm. 1867), żony Louisa François Hectora, hrabiego de Galard de Saldebru